# The Blackmailer (film 1913)
The Blackmailer è un cortometraggio muto del 1913 prodotto dalla Nestor.

## Produzione
Il film fu prodotto dalla Nestor Film Company.

## Distribuzione
Distribuito dall'Universal Film Manufacturing Company, il film - un cortometraggio di una bobina - uscì nelle sale cinematografiche USA il 3 gennaio 1913.